# Simbología (lógica)
En lógica, especialmente en lógica matemática, una simbología enumera y describe los signos no lógicos de un lenguaje formal. En álgebra universal, enumera las operaciones que caracterizan a una estructura algebraica, y en teoría de modelos se utilizan para ambos propósitos. Rara vez se hacen explícitos en tratamientos más filosóficos de la lógica.

## Definición
Formalmente, una simbología (de clasificación única) se puede definir como una tupla de cuatro elementos {\displaystyle \sigma =\left(S_{\operatorname {func} },S_{\operatorname {rel} },S_{\operatorname {const} },\operatorname {ar} \right),}, donde {\displaystyle S_{\operatorname {func} }} y {\displaystyle S_{\operatorname {rel} }} son conjuntos disjuntos y no contienen ningún otro símbolo lógico básico, llamados respectivamente
- Símbolos de función (ejemplos: {\displaystyle +,\times })
- Símbolos de relación o predicados (ejemplos: {\displaystyle \,\leq ,\,\in })
- Constantes lógicas (ejemplos: {\displaystyle 0,1})

Además, existe una función {\displaystyle \operatorname {ar} :S_{\operatorname {func} }\cup S_{\operatorname {rel} }\to \mathbb {N} } que asigna un número natural llamado aridad a cada función o símbolo de relación. Un símbolo de función o relación se denomina {\displaystyle n}-ario si su aridad es {\displaystyle n.} Algunos autores definen un símbolo de función nula ({\displaystyle 0}-ario) como un símbolo constante, de lo contrario, los símbolos constantes se definen por separado.
Una simbología sin símbolos de función se denomina simbología relacional y una simbología sin símbolos de relación se denomina simbología algebraica.
Un simbología finita es aquella tal que {\displaystyle S_{\operatorname {func} }} y {\displaystyle S_{\operatorname {rel} }} son finitos. De manera más general, la cardinalidad de una simbología {\displaystyle \sigma =\left(S_{\operatorname {func} },S_{\operatorname {rel} },S_{\operatorname {const} },\operatorname {ar} \right)} se define como {\displaystyle |\sigma |=\left|S_{\operatorname {func} }\right|+\left|S_{\operatorname {rel} }\right|+\left|S_{\operatorname {const} }\right|.}
El lenguaje de una simbología es el conjunto de todas las oraciones bien formadas construidas a partir de los signos de esa simbología junto con los del sistema lógico.

## Otras convenciones
En álgebra universal, la palabra tipo o tipo similar se utiliza a menudo como sinónimo de "simbología". En teoría de modelos, una simbología {\displaystyle \sigma } a menudo se denomina vocabulario, o se identifica con el lenguaje de primer orden {\displaystyle L}, al que proporciona los símbolos no lógicos. Sin embargo, la cardinalidad del lenguaje {\displaystyle L} siempre será infinito. Pero si {\displaystyle \sigma } es finito, entonces {\displaystyle |L|} será {\displaystyle \aleph _{0}}.
Como la definición formal no es muy práctica para su uso ordinario, la definición de una simbología específica a menudo se abrevia de manera informal, como en:
"La simbología estándar para los grupos abelianos es {\displaystyle \sigma =(+,-,0),}, donde {\displaystyle -} es un operador unario".
A veces, una simbología algebraica se considera simplemente una lista de aridades, como en el caso siguiente:
"El tipo de similitud para los grupos abelianos es {\displaystyle \sigma =(2,1,0).}"
Formalmente, esto definiría los símbolos de función de la simbología como algo parecido a {\displaystyle f_{0}} (que es binario), {\displaystyle f_{1}} (que es unario) y {\displaystyle f_{2}} (que es nulo), pero en realidad los nombres habituales se utilizan incluso en relación con esta convención.
En lógica matemática, muy a menudo no se permite que los símbolos sean nulos, por lo que los símbolos constantes deben tratarse por separado en lugar de como símbolos de funciones nulas. Forman un conjunto {\displaystyle S_{\operatorname {const} }} disjunto de {\displaystyle S_{\operatorname {func} },} en el que la función de aridad {\displaystyle \operatorname {ar} } no está definida. Sin embargo, esto solo sirve para complicar las cosas, especialmente en demostraciones por inducción sobre la estructura de una fórmula, donde se debe considerar un caso adicional. Cualquier símbolo de relación nula, que tampoco está permitido según dicha definición, puede emularse mediante un símbolo de relación unario junto con una oración que exprese que su valor es el mismo para todos los elementos. Esta convención falla solo para estructuras vacías (que a menudo están excluidas por convención). Si se permiten símbolos nulos, entonces cada fórmula de una lógica proposicional es también una fórmula de una lógica de primer orden.
Un ejemplo de una simbología infinita usa {\displaystyle S_{\operatorname {func} }=\{+\}\cup \left\{f_{a}:a\in F\right\}} y {\displaystyle S_{\operatorname {rel} }=\{=\}} para formalizar expresiones y ecuaciones sobre un espacio vectorial sobre un cuerpo escalar infinito {\displaystyle F,} donde cada {\displaystyle f_{a}} denota la operación unaria de multiplicación escalar por {\displaystyle a.} De esta manera, la simbología y la lógica se pueden mantener ordenadas de forma única, siendo los vectores el único tipo.

## Uso de simbologías en lógica y álgebra
En el contexto de la lógica de primer orden, los signos de una simbología también se conocen como símbolos no lógicos, porque junto con los símbolos lógicos forman el alfabeto subyacente sobre el cual se definen inductivamente dos lenguajes formales: el conjunto de términos sobre la simbología y el conjunto de fórmulas (bien formadas) sobre la simbología.
En una estructura, una interpretación vincula los símbolos de función y relación a objetos matemáticos que justifican sus nombres: la interpretación de un símbolo de función {\displaystyle n}-aria {\displaystyle f} en una estructura {\displaystyle \mathbf {A} } con dominio {\displaystyle A} es una función {\displaystyle f^{\mathbf {A} }:A^{n}\to A,} y la interpretación de un símbolo de relación {\displaystyle n}-aria es una relación {\displaystyle R^{\mathbf {A} }\subseteq A^{n}.} Aquí, {\displaystyle A^{n}=A\times A\times \cdots \times A} denota el producto cartesiano de orden {\displaystyle n} del dominio {\displaystyle A} sobre sí mismo, por lo que {\displaystyle f} es de hecho una función {\displaystyle n}-aria, y {\displaystyle R} una relación {\displaystyle n}-aria.

## Distintas simbologías
Para lógicas de muchos tipos y para estructuras variadas, las simbologías deben codificar información sobre los tipos. La forma más sencilla de hacerlo es mediante símbolos tipo que desempeñan el papel de aridades generalizadas.

### Tipos de símbolos
Sea {\displaystyle S} un conjunto (de algún tipo) que no contenga los símbolos {\displaystyle \times } o {\displaystyle \to .}
Los tipos de símbolos sobre {\displaystyle S} son ciertas palabras sobre el alfabeto {\displaystyle S\cup \{\times ,\to \}}: los tipos de símbolos relacionales {\displaystyle s_{1}\times \cdots \times s_{n},} y los tipos de símbolos funcionales {\displaystyle s_{1}\times \cdots \times s_{n}\to s^{\prime },} para enteros no negativos {\displaystyle n} y {\displaystyle s_{1},s_{2},\ldots ,s_{n},s^{\prime }\in S.} (para {\displaystyle n=0,}, la expresión {\displaystyle s_{1}\times \cdots \times s_{n}} denota la palabra vacía).

### Simbología
Una simbología (multiclasificada) es una terna {\displaystyle (S,P,\operatorname {type} )} que consta de:
- Un conjunto de órdenes {\displaystyle S}
- Un conjunto de símbolos {\displaystyle P}
- Una aplicación {\displaystyle \operatorname {type} } que asocia a cada símbolo en {\displaystyle P} un tipo de símbolo sobre {\displaystyle S.}